# U-378
U-378 – niemiecki okręt podwodny VIIC z okresu II wojny światowej. Okręt wszedł do służby w 1941 roku. 8 października 1943 roku zatopił płynący w eskorcie konwoju SC-143 polski niszczyciel ORP „Orkan”. Zatopiony 20 października 1943 roku w ataku lotniczym za pomocą bomby głębinowej.

## Historia
Okręt odbył 11 patroli bojowych. Podczas ostatniego, trwającego od 6 września do 20 października 1943, okręt odniósł swój jedyny sukces. 8 października 1943 na północnym Atlantyku zdołał zatopić za pomocą torpedy naprowadzanej akustycznie G7es polski niszczyciel ORP „Orkan” (1920 t) płynący w eskorcie konwoju SC-143. 12 dni później, tj. 20 października, U-378 został zatopiony bombami głębinowymi przez samoloty z lotniskowca eskortowego USS „Core”. Zginęła cała 48-osobowa załoga.

## Przebieg służby
- 30 października 1941 – 28 lutego 1942 – 8. Flotylla jako jednostka treningowa
- 1 marca 1942 – 30 czerwca 1942 – 3. Flotylla jako jednostka bojowa
- 1 lipca 1942 – 30 kwietnia 1943 – 11. Flotylla jako jednostka bojowa
- 1 maja 1943 – 20 października 1943 – 3. Flotylla jako jednostka bojowa

### Dowódcy
- 30 października 1941 – 11 października 1942 – Kptlt.Alfred Hoschatt
- 18 czerwca 1942 – 10 września 1942 – 	Ltn. Peter Schrewe
- 10 września 1942 – 11 października 1942 – Kptlt. Hans-Jürgen Zetzsche
- 12 października 1942 – 20 października 1943 – Kptlt. Erich Mäder